# Hymekromon
Hymekromon (łac. Hymecromonum) – organiczny związek chemiczny, pochodna kumaryny. Stosowany jako lek o silnym działaniu rozkurczowym, powoduje zwiększone wydzielanie żółci przez komórki wątrobowe. Wykazuje działanie żółciotwórcze i żółciopędne. Zmniejsza zastój żółci, zapobiegając tym samym powstawaniu kamicy.

## Farmakokinetyka
Hymekromon po podaniu doustnym wchłania się szybko z przewodu pokarmowego, osiągając maksymalne stężenie w osoczu krwi po 2-3 godzinach. Biologiczny okres półtrwania wynosi około 1 godziny.

## Wskazania
- przewlekła zapalenie pęcherzyka żółciowego i dróg żółciowych
- dyskinezy dróg żółciowych i zwieracza Oddiego
- kamica żółciowa
- zabiegi operacyjne przebyte na pęcherzyku żółciowym i drogach żółciowych
- przewlekłe zaparcia spowodowane niedoborem żółci
- zaburzenia trawienia oraz wchłaniania
- przewlekły alkoholizm

## Przeciwwskazania
- nadwrażliwość na lek
- ciężka niewydolność wątroby i nerek
- choroba Crohna
- niedrożność jelit i dróg żółciowych

## Działania niepożądane
- biegunka
- uczucie pełności w jamie brzusznej
- ból głowy

## Preparaty
W Polsce dostępny w postaci tabletek pod nazwą Cholestil.

## Dawkowanie
Dorośli 200–400 mg doustnie, 3 razy na dobę, przed posiłkami.